# 克里斯蒂安·沃克
克里斯蒂安·迪克森·沃克（英語：Christian Dickson Walker，1991年3月28日—），為美國職棒大聯盟的一壘手，目前效力於休士頓太空人。他先前曾效力於金鶯與響尾蛇兩隊。

## 職業生涯

### 巴爾的摩金鶯
2012年美國職棒大聯盟選秀，金鶯隊在第四輪選進沃克。2014年9月17日，沃克登上大聯盟。他在初登場就敲出大聯盟首安，9月20日，他首度達成單場雙安，同時敲出生涯首轟。
2017年2月21日，金鶯隊將沃克指定讓渡。

### 亞利桑那響尾蛇

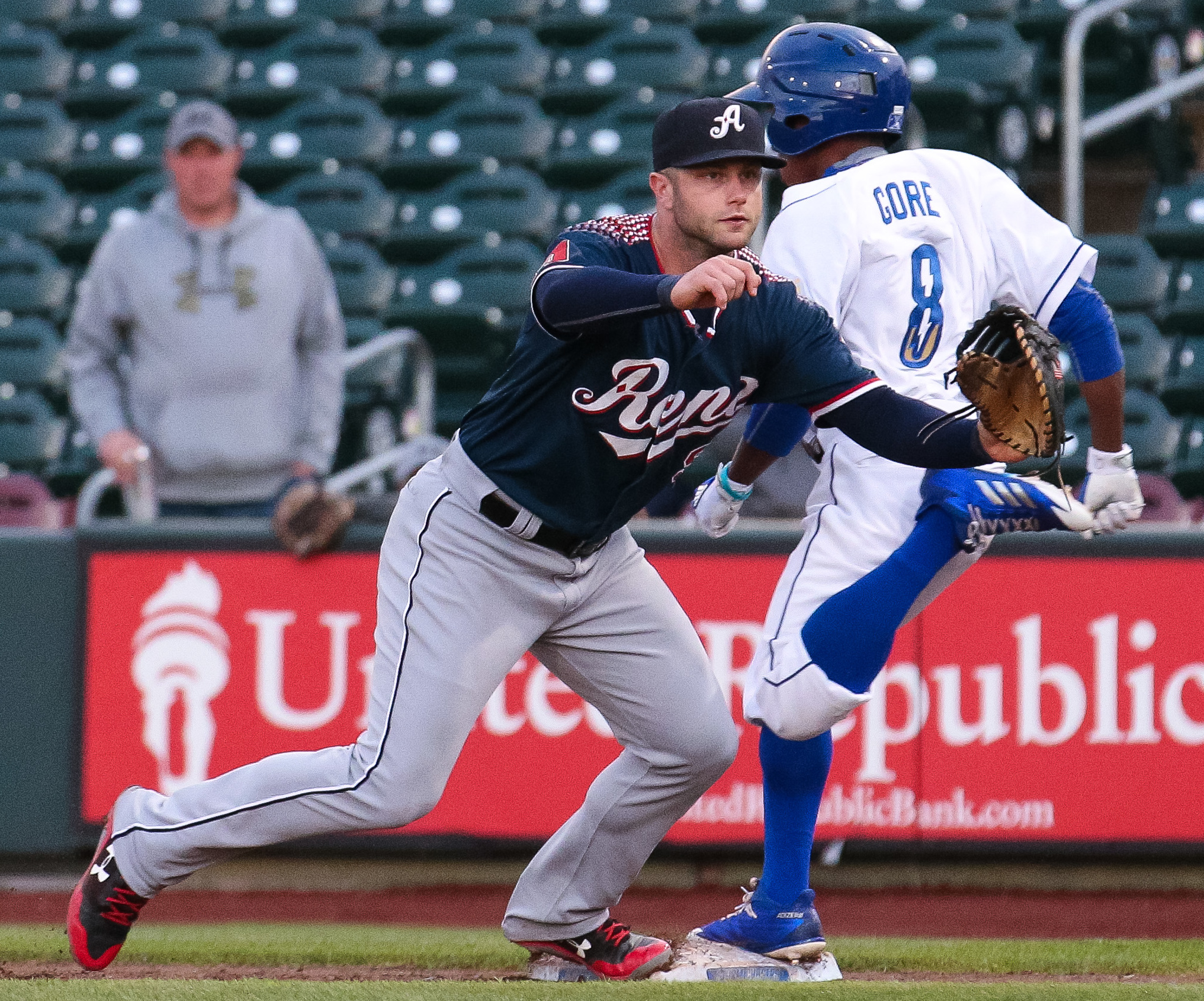
2017年，在響尾蛇3A的沃克

2月25日，勇士隊挑走沃克。3月6日，沃克加入紅人。
2017年3月28日，響尾蛇從讓渡名單中選走沃克。這年他在3A成功拿下MVP，最後順利回到大聯盟。整季他出賽11場比賽，打擊率為2成50，並敲出2轟。隔年他的打擊率僅1成63，並敲出3轟。
2019年，沃克的打擊率為2成59，並敲出29轟與73分打點。2020年，他的打擊率為2成71，並敲出7轟與34分打點。

## 外部連結
- 球員資訊和成績在MLB ，ESPN ，Retrosheet ，Baseball Reference ，Baseball Reference (Minors) ，Fangraphs ，The Baseball Cube （英文）